# Anhui Ankai Automobile
Anhui Ankai Automobile Co., Ltd — китайская компания, выпускающая автобусы под маркой Ankai.
В 1993 году компания начала выпуск автобусов по лицензии немецкой фирмы Setra. Сначала изготовлялась продукция марки Setra 200-й и 300-й серии, но позже, китайская компания стала выпускать автобусы под собственным названием — Ankai. В настоящее время марки Setra и Ankai изготовляют на параллельных линиях по одинаковым технологиям.

## Модельный ряд

### Средний класс
- Ankai GK39 — городской автобус длиной 10,3 метра. Двигатель Cummins CKD C220-20.

### Большой класс
- Ankai GK15 — городской автобус для эксплуатации на маршрутах с большим пассажиропотоком.

Длина 11,8 м. Двигатель Cummins CKD C300-20.
- Ankai К59 — туристические и междугородные автобусы, внешне похожие на Setra 300-й серии.

Их длина 11,2 м. Мест для сидения 45(+1). Двигатель Cummins CKD C300-20. Багажный отсек 6
кубометров.
- Ankai К55 — туристические и междугородные автобусы, длиной 11,2 метра. Мест для сидения 45(+1).

Двигатель Cummins CKD C220-30. Багажный отсек 4 кубометра.
- Ankai К32 — туристический лайнер класса «люкс», с длиной 12 метров, двигателем Deutz BF6M1015C.

Сидений — 49(+1). Багажник — 11 кубометров.